# Chứng minh 22/7 lớn hơn π
Các chứng minh về mặt toán học rằng số hữu tỷ 22/7 là lớn hơn π (pi) đã có từ thời cổ đại. Một trong những chứng minh này, được phát triển gần đây nhưng chỉ yêu cầu các kỹ thuật cơ bản của tích phân, đã thu hút sự chú ý trong toán học hiện đại do vẻ đẹp toán học của nó và các mối liên hệ của nó với lý thuyết về xấp xỉ diophantine. Stephen Lucas gọi chứng minh này là "một trong những kết quả đẹp đẽ liên quan đến xấp xỉ π".  Julian Havil kết thúc một cuộc thảo luận về các xấp xỉ phân số tiếp tục của π với kết quả, mô tả nó là "không thể cưỡng lại việc đề cập" đến chứng minh này trong bối cảnh trên.
Mục đích của các bằng chứng không phải là chủ yếu để thuyết phục các độc giả rằng 22/7 là thực sự lớn hơn π; phương pháp hệ thống tính toán giá trị của π tồn tại. Nếu biết rằng π là xấp xỉ 3,14159, thì có thể dễ dàng suy ra π < 22/7 vì số này khoảng 3,142857. Nhưng phải mất ít nhiều công sức để chứng minh rằng π < 22/7 theo phương pháp được sử dụng trong chứng minh này hơn để chứng minh rằng π là xấp xỉ 3.14159.

## Bối cảnh
22/7 là một số Diophantine xấp xỉ của π được sử dụng rộng rãi. Nó là một điểm hội tụ trong việc mở rộng liên phân số liên tục đơn giản của π. Nó lớn hơn π, như có thể dễ dàng nhìn thấy trong phần mở rộng thập phân của các giá trị này:
{\displaystyle {\begin{aligned}{\frac {22}{7}}&=3.{\overline {142\,857}},\\\pi \,&=3.141\,592\,65\ldots \end{aligned}}}
Giá trị gần đúng này đã được biết đến từ thời cổ đại. Archimedes đã viết những chứng minh đầu tiên được biết đến, rằng 22/7 là một ước lượng cận trên của pi trong TCN thế kỷ thứ 3, mặc dù ông có thể không phải là người đầu tiên sử dụng tỷ lệ xấp xỉ này. Chứng minh của ông là bằng cách hiển thị rằng 22/7 là lớn hơn tỷ số giữa chu vi của một đường tròn ngoại tiếp đa giác đều 96 cạnh và đường kính của vòng tròn. 

## Chứng minh
Chứng minh này có thể được thể hiện rất ngắn gọn như sau:
{\displaystyle 0<\int _{0}^{1}{\frac {x^{4}\left(1-x\right)^{4}}{1+x^{2}}}\,dx={\frac {22}{7}}-\pi .}
Do đó, 22/7 > π.
Việc đánh giá tích phân này là bài toán đầu tiên trong Cuộc thi toán Putnam năm 1968. Nó dễ hơn hầu hết các bài toán cạnh tranh của Putnam, nhưng cuộc thi thường có các bài toán dường như tối nghĩa hóa ra lại đề cập đến một cái gì đó rất quen thuộc. Tích phân này cũng đã được sử dụng trong các kỳ thi tuyển sinh của Viện Công nghệ Ấn Độ.